# Ondřej Hník
Ondřej Hník (* 8. ledna 1977 Praha) je český básník, prozaik, rovněž autor beletristických i naučných knih pro děti, autor odborných prací v oblasti didaktiky literatury a didaktických her, docent pedagogiky. V současné době působí na Pedagogické fakultě UJEP v Ústí nad Labem, od r. 2004 do roku 2018 vyučoval na Pedagogické fakultě Univerzity Karlovy. Působil rovněž jako učitel ZŠ a lektor DDM, lektor na dobrovolnických pobytech dětí z dětských domovů, lektor Univerzity prvního věku – Labyrintu vědění na Pedagogické fakultě UK a lektor Juniorské Univerzity Karlovy (JUK).

## Životopis
Vystudoval na Obchodní akademii Hovorčovická v Praze obor cestovní ruch, dále na Pedagogické fakultě UK v Praze obor český jazyk – francouzský jazyk, doktorská studia absolvoval tamtéž v oboru pedagogika se zaměřením na didaktiku literatury. Od roku 2014 je docentem v oboru pedagogika se zaměřením na didaktiku literatury.[zdroj?]
Vyučuje na katedře bohemistiky Pedagogické fakulty UJEP v Ústí nad Labem. V letech 2004 až 2018 vyučoval na katedře české literatury Pedagogické fakulty UK (v letech 2016 – 2018 tuto katedru vedl) a spolupracuje s ostatními pracovišti českých i zahraničních univerzit především v oblasti rozvíjení didaktiky literatury. Té se plně a výhradně věnuje od r. 2001 se záměrem rozvíjet tento obor jako plnohodnotný vědní obor s významným přesahem do školní praxe. Proto úzce spolupracuje se základními a středními školami. Rozvíjí estetické, resp. estetickovýchovné pojetí literární výchovy. V rámci didaktiky literatury formuloval některé klíčové kategorie oboru, koncept tzv. kreativní interpretace a tzv. implicitní didaktiky.[zdroj?]
Ondřej Hník je autorem odborných monografií, kapitol v monografiích, studií a článků, rovněž článků v denním tisku. Je řešitelem domácích i mezinárodních projektů, recenzentem učebnicových a čítankových řad i jednotlivých učebnic z oblasti českého jazyka a literatury a recenzentem odborných vědeckých monografií. Je členem Obce spisovatelů ČR, členem rady Obce spisovatelů ČR, porotcem literárních soutěží a literárních cen. Je pořadatelem literárních a kulturních pořadů, spolu s básníkem a spisovatelem Aloisem Marhoulem uvádí a moderuje pravidelný literární pořad Deset deka štěstí a pravidelný kulturní pořad Česko-slovenské dotyky. Je též autorem doslovů knih autorů české literatury.[zdroj?]

## Díla
- Přijel jsem zasadit strom, 2006 – sbírka básní pro dospělé
- Myší výprodej!, 2009 – sešitek básní pro děti
- Můj Betlém, 2012 – sbírka básní pro dospělé
- Malý pražský chodec, 2013 – sbírka básní pro děti
- Poslední noc s M. a jiné prózy, 2013 – sbírka mikropovídek pro dospělé a dospívající mládež
- Malý český poutník, 2014 – sbírka básní pro děti
- O Snížkovi, 2015 - leporelo
- Můj atlas Česka, 2017 – kniha pro děti na pomezí beletrie a naučné literatury
- Proč tygr nenosí kravatu, 2017 – sbírka básní pro děti
- Zvířata. Praha: Egmont - Albatrosmedia, 2018 - leporelo
- Od jara do zimy. Praha: Egmont - Albatrosmedia, 2018 - leporelo
- Barvy. Praha: Egmont - Albatrosmedia, 2018 - leporelo
- Tvary. Praha: Egmont - Albatrosmedia, 2018 - leporelo
- Čísla. Praha: Egmont - Albatrosmedia, 2018 - leporelo
- Dobrou chuť! Praha: Egmont – Albatrosmedia, 2018 - leporelo
- Naplnilas mi srdce jabloněmi. Praha: Laguna, 2019 – sbírka básní pro dospělé
- Můj atlas Evropy. Praha: Albatros, 2020 - kniha pro děti a mládež na pomezí beletrie a naučné literatury

## Ocenění
- Výroční cena nakladatelství Albatros za rok 2013 – vítěz kategorie literární text pro starší děti za sbírku básní Malý pražský chodec (Praha: Albatros, 2013)
- Výroční cena nakladatelství Albatros za rok 2017 – počin v oblasti populárně-naučné literatury pro děti za knihu Můj atlas Česka (Praha: Albatros, 2017)

## Recenze
- JINDRÁČEK, V. (2018) K rozmanitosti současné české poezie pro děti. In Český jazyk a literatura, 2017-2018, roč. 68, č. 4, s. 168 – 174. ISSN 0009-0786.
- LAVIČKOVÁ, H. (2013) Óda na nejtajnější z měst. In iLiteratura.cz. ISSN 1214-309X. Dostupné z: http://www.iliteratura.cz/Clanek/31921/hnik-ondrej-maly-prazsky-chodec
- PEŠKOVÁ, I. (2015) Toulky dětskýma očima nejen po českých památkách. Dostupné z: http://www.vasedeti.cz/inspirace/knihy-pro-deti-inspirace/recenze-toulky-detskyma-ocima-nejen-po-ceskych-pamatkach/
- REISSNER, M. (2018) České umělecko-naučné vlastivědy pro školáky. Od letem ČSR po Můj atlas Česka. In Duha, 2018, č. 1. ISSN 0862-1985. Dostupné z: https://duha.mzk.cz/clanky/ceske-umelecko-naucne-vlastivedy-pro-skolaky
- ŠVECOVÁ, L. (2012) Ondřej Hník: Můj Betlém. In Jazyk a kultúra. Internetový časopis Lingvokulturologického a prekladateľsko-tlmočníckeho centra excelentnosti pri Filozofickej fakulte Prešovskej univerzity v Prešove, roč. 3, 2012, č. 12. ISSN 1338-1148. Dostupné z: http://www.ff.unipo.sk/jak/cislo12.html
- ŠVECOVÁ, A. (2013) Ondřej Hník: Můj Betlém. In Slovenské pohľady na literatúru, umenie a vedu. 2013, č. 12, s. 135-136.

## Zařazení v antologiích, výborech, katalozích, ročenkách apod.
- ČEŇKOVÁ, J.; MATOUŠEK, P. (2013) Nejlepší knihy dětem. Výběr z dětských knih pro děti a mládež 2012/2013. Praha: Komise pro dětskou knihu svazu českých knihkupců a nakladatelů ve spolupráci s českou sekcí IBBY, 2013. ISBN 978-80-902495-9-2. (vydáno v tištěné i elektronické verzi)
- REISSNER, M. (2016) Literatura pro děti a mládež 2016. Brno: Moravská zemská knihovna, 2016. ISBN 978-80-7051-213-5.
- REISSNER, M. (2016) Literature for Children and Young People 2016. Brno: Moravská zemská knihovna, 2016. ISBN 978-80-7051-213-5.
- Duše plné slov. Almanach obce spisovatelů ČR. Praha: Obec spisovatelů ČR, 2017, s. 112 - 117. ISBN 978-80-87109-65-6.
- Encyklopedie osobností České a Slovenské republiky. British Publishing House, 2017, s. 417. ISBN 978-1-912100-99-6.